# 里見貴族
里見貴族（英語：サトノノブレス），是日本純種競賽馬匹。生涯活躍於中長途賽事，曾於2014年勝出日經新春盃及小倉紀念，於2016年再勝出中日新聞盃及鳴尾紀念。

## 出賽前
2010年3月18日出生於北海道洞爺湖町目白牧場，成長途中於拍賣會上被馬主里見治以7980萬日圓購入，馬主名義則以旗下的馬主公司Satomi Horse Company登錄。
其後交由栗東訓練中心練馬師池江泰壽訓練。

## 競賽生涯

### 2歲
2012年8月18日出戰新潟競馬場2歲新馬戰，保持於第二的位置下於直路迅速衝出，最終跑出優秀的末腳速度下以3/4馬位戰勝第二的賽駒取得首勝。
其後出戰公開賽銀杏錦標，比賽初段保持於約莫第六的位置下，於通過彎道時候稍為提速進佔第三。進入最後彎道時，其再度放緩速度保持於第五，並於進入直路後開始加速，但最終仍然敗於榮耀之光取得第二。
11月17日出戰東京體育盃兩歲錦標，為其首次挑戰分級賽，但於通過第一彎道後突然大幅墮後，最終於直路未能收窄劣勢下僅跑獲第六。

### 3歲
2013年初出戰條件戰山茶花賞，採用前置戰術下於直路表優秀，最終輕鬆帶離對手取得第二勝。
3月16日出戰若葉錦標，雖然於比賽途中一直保持於有利的位置逐步推進，但於直路上未能最大程度加速下被Red Ruler及御賜寶駿超越取得第三。
由於未能取得皋月賞優先出賽權，陣營安排其以青葉賞為目標以便其後得以挑戰東京優駿（日本打吡）。比賽開始後，其菜採用一個較為緩慢的姿態取位，保持於於後方位置下於直路才開始衝出。進入直路後，其仍然維持一個較為凌厲的勢頭，可惜一直未能收窄和前方距離下僅以第四完賽，再度無緣優先出賽權。
亦因如此，其於稍為休養過後在夏季出戰條件戰信濃特別，並於其中跑獲一席亞軍。
進入秋季後，其瞄準神戶新聞盃作為起動戰，採用先頭戰術下於直路維持一段較為均速的走勢，最終敗於神威啟示及威嚴真心取得第三。
憑借神戶新聞盃中的表現，其成功取得出戰菊花賞的資格。比賽開始後，其選擇於約莫第七的位置展開推進，於通過第三彎道準備進入第四彎道時開始發力。進入直路後，其一直保持衝勁於所在位置嘗試透出，可惜走勢仍然較為均速下未能對前方的神威啟示造成任何威脅，被拋離5馬位下取得第二。

### 4歲
進入2014年，其作為年長馬匹的首戰為日經新春盃。比賽開始後其隨即以積極的姿態搶佔前方的位置，通過第一彎道後甚至超越Saffron Delight成為領放的賽駒。進入直路後，縱然里見貴族經已於前方領放一大段距離，但未見疲態之下仍然可以保持勢頭，最終成功抵擋來襲的Admire Flight以頸位優勢取得首個分級賽冠軍。

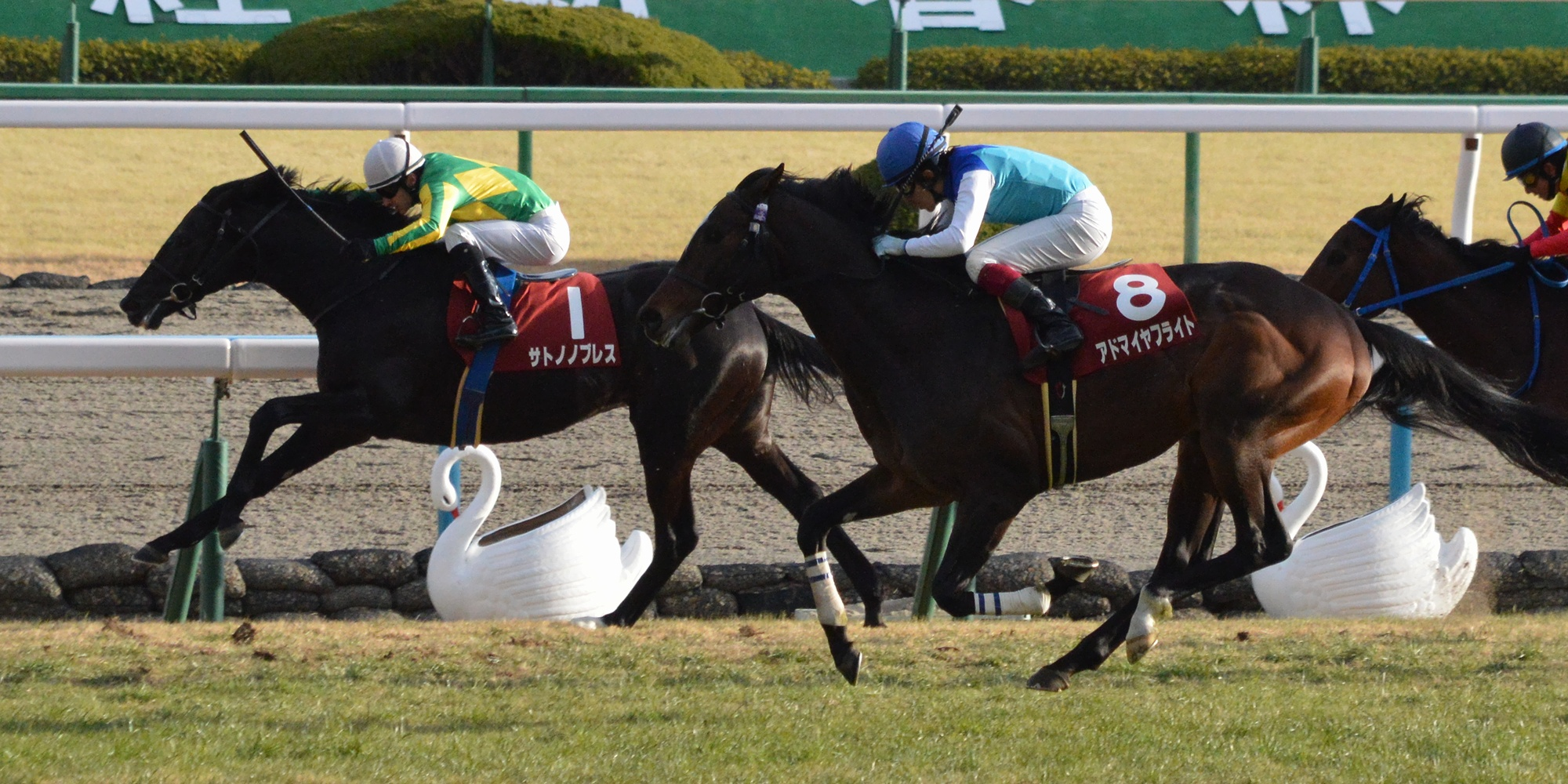
出戰日經新春盃的里見貴族

其後陣營安排其以長途戰線作為目標，但出戰阪神大賞典時未能追上前方賽駒僅得第四，於春季天皇賞更以第十一大敗。
進入夏季後其並未進入放草，而是以小倉紀念作為下一場賽事。本次比賽其初段保持於中團位置，於對面直路變奏之下成功向前取位。於直路上，其更發揮優秀的加速度取得領先，及後繼續加速下拋離追擊的馬田鎮以完美的姿態取得第二個分級賽冠軍。
然而入秋後其表現突然下滑，於產經賞中因在直路上大幅失速而以第十六大敗，挑戰一級賽秋季天皇賞亦未能順利加速僅跑獲第八。
12月6日出戰金鯱賞，本次比賽保持於約莫第九的中團靠後位置下於直路成功抽出外檔望空，奮力加速之下成功超越大部份賽駒，最終僅敗於最後震撼取得第二。
但3星期後出戰有馬紀念未能延續金鯱賞時的表現，直路完全未能衝出突破下以第十一大敗。

### 5歲
2015年首戰再度為日經新春盃，受到頂磅的影響下於賽事中毫無表現，最終再度以第十一大阪。
而賽後其更被發現出現骨瘤的情況而需要進入休養。
秋季復出後其接連出戰眾多賽事，雖然於首戰產經賞以第十落敗，但其後於阿根廷共和國盃及金鯱賞中稍為回復狀態，分別取得第四及第三。

### 6歲
2016年連續第三年出戰日經新春盃，於比賽途中成功進佔良好位置並於最後直路一度取得領先，可惜勢頭逐漸減弱下被疾風之夢及高尚駿逸超越以第三完賽。
其後出戰中日新聞盃，縱然於比賽途中需要背負58公斤的頂磅，但於通過最後彎道時憑藉有利的取位成功透出，於直路最後關頭超越領先的Phantom Light取得勝利。
4月再度挑戰春季天皇賞，但於直路完全沒有任何表現下一直處於中團位置，最終以第十一大敗。
稍為休整過後以鳴尾紀念作為目標，早早進佔好位的情況下於直路不斷加速搶前，最終於終點線前最後一步將善得福超越取得冠軍。
但其後於寶塚紀念再度失準，於直路初段率先衝出下未能保持勢頭，最終不斷失速下以第八落敗。
入秋後其以產經賞作為起動戰，採用先頭戰術下於直路取得良好位置展開加速，但最終於和黃金伶人的纏鬥中落敗，被對手壓制之下取得第二。
其後繼續以分級賽作為目標，出戰秋季天皇賞取得第十後於金鯱賞回復水準以第二完賽，但於有馬紀念採用中段變奏戰術下於直路體力耗盡再度以第十三大敗。

### 7歲
2017年以3月的金鯱賞作為目標，但再度失速之下以第十一大敗。
休養一段時間過後於9月作為同主馬兼廄侶里見光鑽的帶同馬遠征法國作賽，但於福伊錦標及凱旋門大賽中均表現平平，分別取得第六及第十六的戰績。

### 8歲
2018年繼續現役，首戰為金鯱賞。比賽開始後，本次比賽其率先搶佔位置下展開領放，並一直帶領馬群直到直路。進入直路後，其繼續於前方位置保持領先的姿態，最終僅於最後關頭被處於第二的文雅之士超越取得亞軍
然而其後出戰大阪盃及鳴尾紀念未能繼續發揮表現，分別以第十五名及第五名次結束。
完成鳴尾紀念後，陣營未有繼續安排其出賽，最終於12月6日宣佈其退役的消息並取消日本中央競馬會的註冊。

### 詳細賽績
| 日期       | 舉辦國家 | 馬場   | 距離   | 級別 | 賽事名稱           | 負重 | 騎師       | 馬號 | 出馬 | 名次 | 時間     | 頭馬（二馬）           |
| ---------- | -------- | ------ | ------ | ---- | ------------------ | ---- | ---------- | ---- | ---- | ---- | -------- | ---------------------- |
| 18/8/2012  | 日本     | 新潟   | 草1800 |      | 2歲新馬            | 54   | 内田博幸   | 11   | 15   | 1    | 1:49.9   | （Tenshinramman）      |
| 20/10/2012 | 日本     | 東京   | 草1800 | OP   | 銀杏錦標           | 55   | 内田博幸   | 3    | 16   | 2    | 1:48.1   | 榮耀之光               |
| 17/11/2012 | 日本     | 東京   | 草1800 | GIII | 東京體育盃兩歲錦標 | 55   | 岩田康誠   | 5    | 15   | 6    | 1:46.6   | 足球名將               |
| 9/2/2013   | 日本     | 京都   | 草1800 |      | 山茶花賞           | 56   | 岩田康誠   | 6    | 8    | 1    | 1:49.3   | （Nishinoapresguerre） |
| 16/3/2013  | 日本     | 阪神   | 草2000 | OP   | 若葉錦標           | 56   | 薛達祺     | 5    | 11   | 3    | 2:01.1   | Red Ruler              |
| 27/4/2013  | 日本     | 東京   | 草2400 | GII  | 青葉賞             | 56   | 北村宏司   | 10   | 18   | 4    | 2:26.4   | 平田震撼               |
| 3/8/2013   | 日本     | 新潟   | 草2000 |      | 信濃川特別         | 54   | 岩田康誠   | 15   | 17   | 2    | 1:58.8   | Crans Montana          |
| 22/9/2013  | 日本     | 阪神   | 草2400 | GII  | 神戶新聞盃         | 56   | 岩田康誠   | 4    | 18   | 3    | 2:25.3   | 神威啟示               |
| 20/10/2013 | 日本     | 京都   | 草3000 | GI   | 菊花賞             | 57   | 岩田康誠   | 14   | 18   | 2    | 3:06.0   | 神威啟示               |
| 19/1/2014  | 日本     | 京都   | 草2400 | GII  | 日經新春盃         | 55   | 李慕華     | 1    | 16   | 1    | 2:24.4   | （Admire Flight）      |
| 23/3/2014  | 日本     | 阪神   | 草3000 | GII  | 阪神大賞典         | 56   | 濱中俊     | 6    | 9    | 4    | 3:08.2   | 黃金船                 |
| 4/5/2014   | 日本     | 京都   | 草3200 | GI   | 春季天皇賞         | 58   | 濱中俊     | 3    | 18   | 8    | 3:15.6   | 超常駿驥               |
| 10/8/2014  | 日本     | 小倉   | 草2000 | GIII | 小倉紀念           | 57   | 和田龍二   | 9    | 14   | 1    | 1:59.8   | （馬田鎮）             |
| 28/9/2014  | 日本     | 新潟   | 草2200 | GII  | 產經賞             | 57   | 和田龍二   | 8    | 18   | 16   | 2:13.1   | 欣喜之淚               |
| 2/11/2014  | 日本     | 東京   | 草2000 | GI   | 秋季天皇賞         | 58   | 岩田康誠   | 7    | 18   | 8    | 2:00.0   | 史匹堡                 |
| 6/12/2014  | 日本     | 中京   | 草2000 | GII  | 金鯱賞             | 57   | 池添謙一   | 12   | 17   | 2    | 1:59.0   | 最後震撼               |
| 28/12/2014 | 日本     | 中山   | 草2500 | GI   | 有馬紀念           | 57   | 池添謙一   | 11   | 16   | 11   | 2:35.9   | 貴婦人                 |
| 18/1/2015  | 日本     | 京都   | 草2400 | GII  | 日經新春盃         | 58   | 池添謙一   | 9    | 18   | 11   | 2:25.5   | 天帝頌                 |
| 27/9/2015  | 日本     | 中山   | 草2200 | GII  | 產經賞             | 56   | 内田博幸   | 15   | 15   | 10   | 2:13.1   | 湘南魔瓶               |
| 8/11/2015  | 日本     | 東京   | 草2500 | GII  | 阿根廷共和國盃     | 58   | 和田龍二   | 9    | 18   | 4    | 2:34.6   | 黃金伶人               |
| 5/1/2015   | 日本     | 中京   | 草2000 | GII  | 金鯱賞             | 56   | 和田龍二   | 2    | 12   | 3    | 1:59.0   | Mitra                  |
| 17/1/2016  | 日本     | 京都   | 草2400 | GII  | 日經新春盃         | 58   | 武豐       | 10   | 12   | 3    | 2:26.2   | 疾風之夢               |
| 12/3/2016  | 日本     | 中京   | 草2000 | GIII | 中日新聞盃         | 58   | 川田將雅   | 5    | 18   | 1    | 2:01.3   | （Phantom Light）      |
| 1/5/1026   | 日本     | 京都   | 草3200 | GI   | 春季天皇賞         | 58   | 和田龍二   | 14   | 18   | 11   | 3:16.0   | 北部玄駒               |
| 4/6/2016   | 日本     | 阪神   | 草2000 | GIII | 鳴尾紀念           | 56   | 川田將雅   | 3    | 14   | 1    | 1:57.6   | （善得福）             |
| 26/6/2016  | 日本     | 阪神   | 草2200 | GI   | 寶塚紀念           | 58   | 和田龍二   | 12   | 17   | 8    | 2:13.9   | 勝利之石               |
| 25/9/2016  | 日本     | 中山   | 草2200 | GII  | 產經賞             | 56   | 福永祐一   | 1    | 12   | 2    | 2:11.9   | 黃金伶人               |
| 30/10/2016 | 日本     | 東京   | 草2000 | GI   | 秋季天皇賞         | 58   | 薛達祺     | 7    | 15   | 10   | 2:00.4   | 滿樂時                 |
| 5/12/2016  | 日本     | 中京   | 草2000 | GII  | 金鯱賞             | 56   | 湛明諾     | 7    | 13   | 3    | 1:59.9   | 山勝最強               |
| 25/1/2016  | 日本     | 中山   | 草2500 | GI   | 有馬紀念           | 57   | 湛明諾     | 12   | 16   | 13   | 2:34.8   | 里見光鑽               |
| 11/3/2017  | 日本     | 中京   | 草2000 | GII  | 金鯱賞             | 56   | 秋山真一郎 | 10   | 16   | 11   | 1:59.7   | 山勝最強               |
| 11/9/2017  | 法國     | 尚蒂伊 | 草2400 | GII  | 福伊錦標           | 58   | 川田將雅   | 6    | 6    | 6    | 2:36.6   | 可汗秘傳               |
| 1/10/2017  | 法國     | 尚蒂伊 | 草2400 | GI   | 凱旋門大賽         | 59.5 | 川田將雅   | 10   | 18   | 16   | 記錄缺失 | 成全寶                 |
| 11/3/2018  | 日本     | 中京   | 草2000 | GII  | 金鯱賞             | 56   | 幸英明     | 4    | 9    | 2    | 2:01.7   | 文雅之士               |
| 1/4/2018   | 日本     | 阪神   | 草2000 | GI   | 大阪盃             | 57   | 幸英明     | 10   | 16   | 15   | 2:00.1   | 文雅之士               |
| 2/6/2018   | 日本     | 阪神   | 草2000 | GIII | 鳴尾紀念           | 56   | 川田將雅   | 11   | 11   | 5    | 1:57.9   | Strong Titan           |

## 退役後
退役後，里見貴族並未入種，而是於北海道札幌市清田區Momose馬術牧場休養，在2019年作為乘騎馬使用。

## 血統簡介
父系大震撼爲日本賽駒，爲日本賽馬史上第二匹無敗三冠馬，生涯出戰十四場賽事僅得兩場未能勝出，退役後配種成績亦極爲優秀。祖父週日寧靜是美國三冠賽雙軍馬，退役後在日本配種，在日本馬壇相當成功，贏得多項分級賽事，其子嗣贏得巨額獎金。
母系Cry with Joy為日本賽駒，生涯七戰全敗。外祖父爲愛爾蘭生產的意大利賽駒東來兵，曾勝出凱旋門大賽，退役後於日本配種，和週日寧靜及百仁時間被一同稱爲改變日本賽馬的三匹種馬。

### 血統表
| 父線：週日寧靜系（Halo系）           |                                |                  |                 |
| 種馬 大震撼 2002年（棗色）           | 週日寧靜 1986年（棕色）        | Halo             | Hail to Reason  |
| 種馬 大震撼 2002年（棗色）           | 週日寧靜 1986年（棕色）        | Halo             | Cosmah          |
| 種馬 大震撼 2002年（棗色）           | 週日寧靜 1986年（棕色）        | Wishing Well     | Understanding   |
| 種馬 大震撼 2002年（棗色）           | 週日寧靜 1986年（棕色）        | Wishing Well     | Mountain Flower |
| 種馬 大震撼 2002年（棗色）           | 風中秀髮 1991年（棗色）        | Alzao            | 利法爾          |
| 種馬 大震撼 2002年（棗色）           | 風中秀髮 1991年（棗色）        | Alzao            | Lady Rebecca    |
| 種馬 大震撼 2002年（棗色）           | 風中秀髮 1991年（棗色）        | Burghclere       | Busted          |
| 種馬 大震撼 2002年（棗色）           | 風中秀髮 1991年（棗色）        | Burghclere       | Highclere       |
| 繁殖雌馬 Cry with Joy 1997年（栗色） | 東來兵 1983年（棗色）          | Kampala          | Kalamoun        |
| 繁殖雌馬 Cry with Joy 1997年（栗色） | 東來兵 1983年（棗色）          | Kampala          | State Pension   |
| 繁殖雌馬 Cry with Joy 1997年（栗色） | 東來兵 1983年（棗色）          | Severn Bridge    | Hornbeam        |
| 繁殖雌馬 Cry with Joy 1997年（栗色） | 東來兵 1983年（棗色）          | Severn Bridge    | Priddy Fair     |
| 繁殖雌馬 Cry with Joy 1997年（栗色） | Cryingformore 1989年（深棗色） | Always Run Lucky | What Luck       |
| 繁殖雌馬 Cry with Joy 1997年（栗色） | Cryingformore 1989年（深棗色） | Always Run Lucky | Big Puddles     |
| 繁殖雌馬 Cry with Joy 1997年（栗色） | Cryingformore 1989年（深棗色） | Old Stuff        | Irish River     |
| 繁殖雌馬 Cry with Joy 1997年（栗色） | Cryingformore 1989年（深棗色） | Old Stuff        | Antique Value   |
| 雌系：號族：9-f                      |                                |                  |                 |
| 五代內近親交配：北地舞人 5×5         |                                |                  |                 |

## 命名由來
名字中，Satono（サトノ）是馬主Satomi Horse Company之冠名，出自負責人里見治姓氏中的「里」（サト）結合日語連接詞「的」（ノ）組成，Noblesse（ノブレス）則於法語中，有「貴族」之意思。

## 外部連結
- 里見貴族 netkeiba.com （页面存档备份，存于）
- 血統表